# Com reines
Com reines és una pel·lícula de comèdia estatunidenca del 2016 dirigida per Andy Tennant i escrita per Gary Kanew i Claudia Myers. La pel·lícula és protagonitzada per Shirley MacLaine, Jessica Lange, Demi Moore i Billy Connolly en el seu paper final abans de retirar-se.
La pel·lícula narra la història de l'Eva, que queda vídua i rep per error de la Seguretat Social un xec de 5 milions de dòlars enlloc dels 50.000 que li corresponien realment. Marxa amb la seva millor amiga a Canàries, i inicien el que havia de ser el viatge de la seva vida i que acaba convertint-se en una fugida de la justícia.
La pel·lícula es va estrenar al canal estatunidenc Lifetime el 22 d'agost de 2016, abans de ser estrenada en una versió limitada el 16 de setembre de 2016, per The Weinstein Company i RADiUS-TWC. La pel·lícula ha estat doblada al català i es va emetre per primer cop a TV3 el 31 de desembre de 2018.